# Fauquier-Strickland
Fauquier-Strickland es un municipio canadiense situado en la provincia de Ontario.

## Superficie
Fauquier-Strickland tiene una superficie de 1010,45 km².

## Demografía
En 2021, tenía 467 habitantes, una densidad poblacional de 0,5 hab./km², y 278 viviendas.